# オンリー・ザ・ロンリー
オンリー・ザ・ロンリー（Only The Lonely）は1991年の映画。

## 概要
マザコン男の恋を描くコメディ映画。ジョン・キャンディとマコーレー・カルキンはこの前にもジョン・ヒューズの「ホーム・アローン」や「おじさんに気をつけろ！」などで共演している。また、モーリン・オハラの女優復帰作でもある。

## ストーリー
葬儀屋の死体が消えた事件の捜査にあたったマザコン気味で恋愛に臆病なダニーは、葬儀屋の娘テレサと知り合い、勇気を出してデートに誘うが、ダニーの頑固な母親ローズは彼女がイタリア系というのが気に食わず、彼は2人と会食をしてみるものの、ローズは嫌味ばかり言い、いつまでも彼女の心配ばかりするダニーに呆れたテレサは席を立って行ってしまう。

## キャスト
- ダニー：ジョン・キャンディ（玄田哲章）
- ローズ：モーリン・オハラ（寺島信子）
- テレサ：アリー・シンディ（篠原恵美）
- ニック：アンソニー・クイン（納谷悟朗）
- サル：ジェームズ・ベルーシ（山口健）
- ビリー：マコーレー・カルキン（井上喜久子）
- パトリック：ケヴィン・ダン（梅津秀行）
- ドイル：ミロ・オーシャ（上田敏也）
- ラリー：バーニー・ランディス（北村弘一）
- パトリック・ジュニア：キーラン・カルキン
- ジョーイ：ジョー・グレコ
- 吹き替えその他：稲葉実、片岡富枝、伊井篤史、原田一夫、沢りつお

## 制作

### キャスティング
クリス・コロンバスはモーリン・オハラをローズにと企画していたが、コロンバスは彼女がバージン諸島に移り住んでいたことを知らなかったため、弟であるチャールズ・B・フィッツシモンズ（Charles B. Fitzsimons）と映画業界のプロデューサー兼俳優にコンタクトを取って、オハラに脚本の写しを送ってもらうように頼み、オハラはこれを機に女優としての仕事を復帰した。

### 撮影
この映画に出てくるパブは、ジョン・キャンディの、おじさんに気をつけろ！でも使われていたエメット・パブ（Emmett's Pub）。
ダニーとテレサとの最後のシーンはミシガン州ナイルズのアムトラック駅で撮影され、撮影のためにクリスマスライトが施された。

### 音楽
既発曲では、ロイ・オービソンのオンリー・ザ・ロンリー （Only the Lonely）、ヴァン・モリソンのSomeone Like Youなどが使用されている。